# Kroktjärnen (Hällefors socken, Västmanland, 664584-143457)
Kroktjärnen är en sjö i Hällefors kommun i Västmanland och ingår i Göta älvs huvudavrinningsområde. Sjöns area är 0,019 kvadratkilometer och den är belägen 248 meter över havet.